# Fortaleza de Santa Helena de Malvana
A Fortaleza de Malvana (em cingalês:  මල්වාන බලකොටුව Malwana Balakothuwa) ou Fortaleza de Santa Helena ficava em Malwana, Gampaha, na margem do rio Quelani. Fora construído pelos portugueses na década de 1590. O forte servia de residência aos capitães-gerais do Ceilão. Registos indicam que uma companhia de 70 soldados guarnecia o forte. O forte foi atacado pelas tropas de Cândia na década de 1630. Posteriormente, os portugueses abandonaram-no e concentraram as suas forças no forte de Colombo.
Há registos que indicam que o forte também foi utilizado por holandeses, com cerca de 20–80 soldados holandeses estacionados lá. É provável que tenham reconstruído o forte nessa época, embora mais tarde também o tenham abandonado.
Há também histórias que alegam que Bhuvanaikabahu VII foi assassinado pelos portugueses quando visitou o forte de Malvana.